# Río Juanambú
Der Río Juanambú ist ein ca. 105 km langer linker Nebenfluss des Río Patía im Departamento de Nariño im Süden Kolumbiens.

## Flusslauf
Der Río Juanambú entspringt 20 km östlich der Stadt Pasto in der Páramo de Bordoncillo im äußersten Süden der kolumbianischen Zentralkordillere auf einer Höhe von etwa 3400 m. Von dort fließt er anfangs 15 km nach Osten, bevor er sich 25 km nach Norden wendet. Anschließend strömt der Fluss in überwiegend nordwestlicher Richtung. Bei Flusskilometer 22 mündet der Río Pasto von Süden kommend in den Río Juanambú. Der Río Juanambú mündet schließlich in den Río Patía. 

## Hydrologie und Einzugsgebiet
Der mittlere Abfluss des Río Juanambú beträgt 58 m³/s. Das Einzugsgebiet umfasst eine Fläche von etwa 2090 km².